# FK2리그
FK 드림리그(FK Dream league)는 대한민국 풋살 리그 시스템 중에서 2부리그의 명칭이자 최하부리그의 명칭이다. 한국풋살연맹에서 풋살 승강제를 1부리그부터 4부리그까지 확대하겠다고 밝히기도 했으나 아직 정확히 밝혀진 것이 없다.
2017-18시즌에 상위리그인 FK 슈퍼리그와 함께 만들어졌다.

## 역사
한국풋살연맹에서는 FK 슈퍼리그와 FK 드림리그 간 승강제를 시행하였는데 2016-17시즌 당시 7위 ~ 12위에 속했던 서울은평FS와 드림허브군산FS가 드림리그로 강등당했다. 이후 2017-18시즌부터 FK컵에 참가했던 팀들이 상시 리그로 진행되는 FK리그로 정착하기 시작하는데 2017-18시즌에는 고양불스풋살클럽과 청주풋살클럽, 인천FS 3개팀이 드림리그에 참가했고 2018-19시즌에는 인천FS가 나가고 성동FC와 관악마키니가 리그에 참가하면서 기존에 슈퍼리그 최하위팀과 드림리그 1위가 리그를 맞바꾸는 방식이 아닌 슈퍼리그 5위와 드림리그 2위가 단판 플레이오프로 잔류 및 강등을 결정하는 방식이 추가되면서 2위까지 승격할 수 있는 기회가 주어졌다. 2019-20시즌의 경우 코로나 19로 인해 리그가 축소 운영됨에 따라 플레이오프경기를 진행하지 않았다.

## 리그구성
2019-20 시즌은 코로나 19 여파로 리그가 축소 운영되면서 정규라운드를 11라운드까지만 진행하였다.

#### 정규리그 순위 결정 기준
현재 K리그에서 적용되고 있는 순위 결정기준을 사용하고 있다.

#### 외국인선수
FK 슈퍼리그의 경우 2개의 구단 ( 예스구미FS, 판타지아부천FS )이 2019-20시즌 외국인 보유 구단이지만 드림리그의 경우 아직까지 외국인 선수를 보유하고 있는 팀이 없다.

## 구단

### 201920시즌 참가구단
| 구단           | 데뷔시즌 | 연고지 | 연습구장                   | 감독   | 2018-19시즌 구단 성적 |
| -------------- | -------- | ------ | -------------------------- | ------ | --------------------- |
| 청주풋살클럽   | 2017-18  | 청주   | 청주시 서원구 남이면 40-20 | 최종환 | 우승                  |
| 용인대흥FS     | 2010-11  | 용인   | 용인 종합운동장            | 김성용 | 준우승                |
| 드림허브군산FS | 2013-14  | 군산   | 군산시 사정동 25-7         | 채윤수 | 3위                   |
| 관악필드스톤FS | 2018-19  | 서울   | 인천시 서구 108번길 22     | 홍지민 | 4위                   |
| 성동FS         | 2018-19  | 서울   | 응봉체육공원 풋살장        | 김운성 | 5위                   |
| 제천FS         | 2009-10  | 제천   | 제천종합운동장             | 장성대 | 6위                   |

## 경기장
FK리그의 경우 연고제를 시행하지 않기 때문에 슈퍼리그와 동일한 장소에서 경기가 이뤄진다. 보통 슈퍼리그 다음날이나 전날 드림리그 경기가 진행되곤한다.

## 같이 보기
대한민국 풋살 리그 시스템
- 1부 FK 슈퍼리그
- 2부 FK 드림리그

한국풋살연맹 주관 리그전
- 전국선수권 FK컵

FK드림리그 관련항목
- 대한민국 풋살 국가대표팀
- AFC 풋살 선수권대회
- FK리그 승강플레이오프

## 참고자료 및 외부 링크
한국풋살연맹